# Euoniticellus tibatensis
Euoniticellus tibatensis är en skalbaggsart som beskrevs av Hermann Julius Kolbe 1904. Euoniticellus tibatensis ingår i släktet Euoniticellus och familjen bladhorningar. Inga underarter finns listade i Catalogue of Life.